# Anatomie

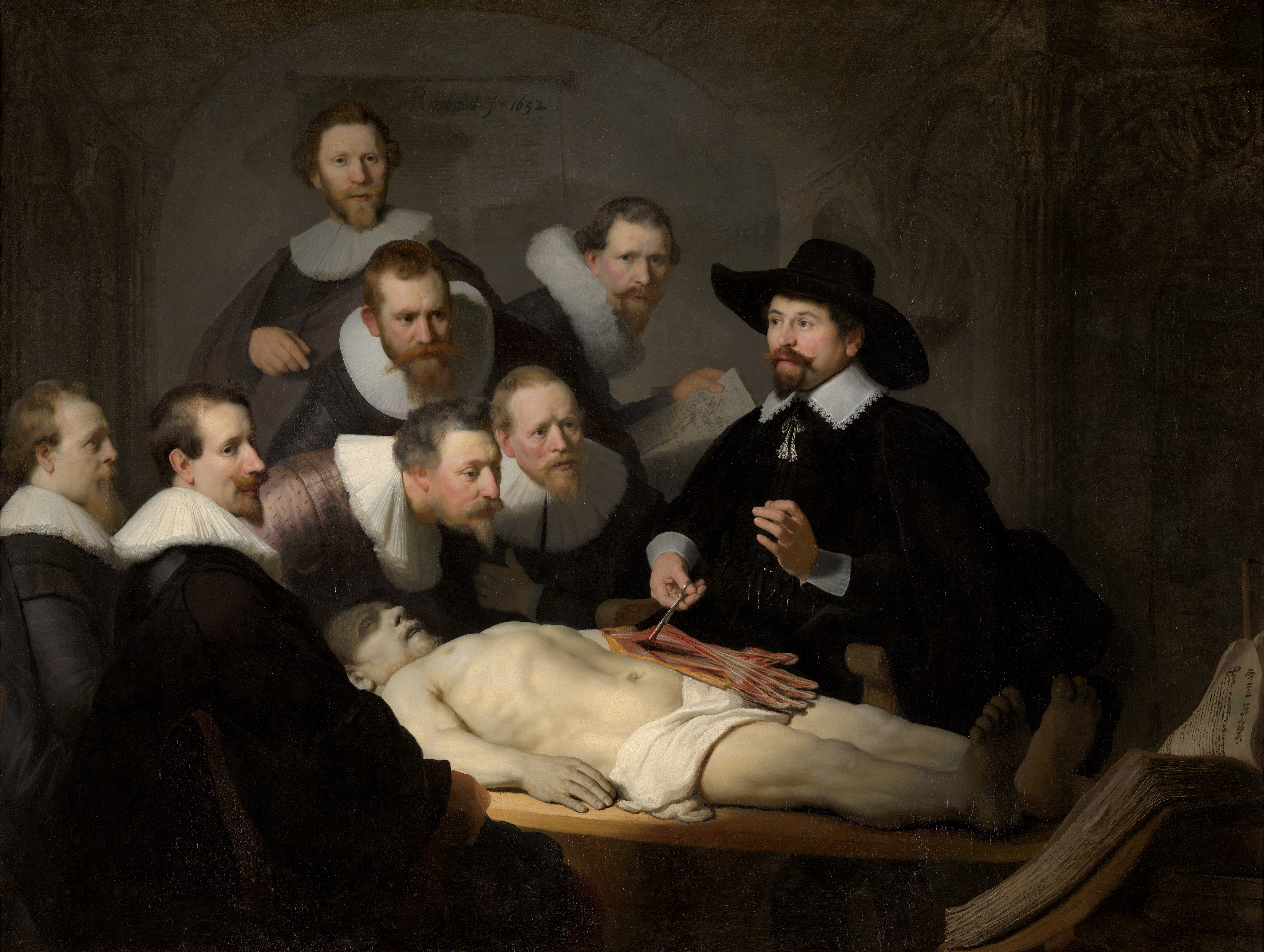
Rembrandt van Rijn: Die Anatomie des Dr. Tulp

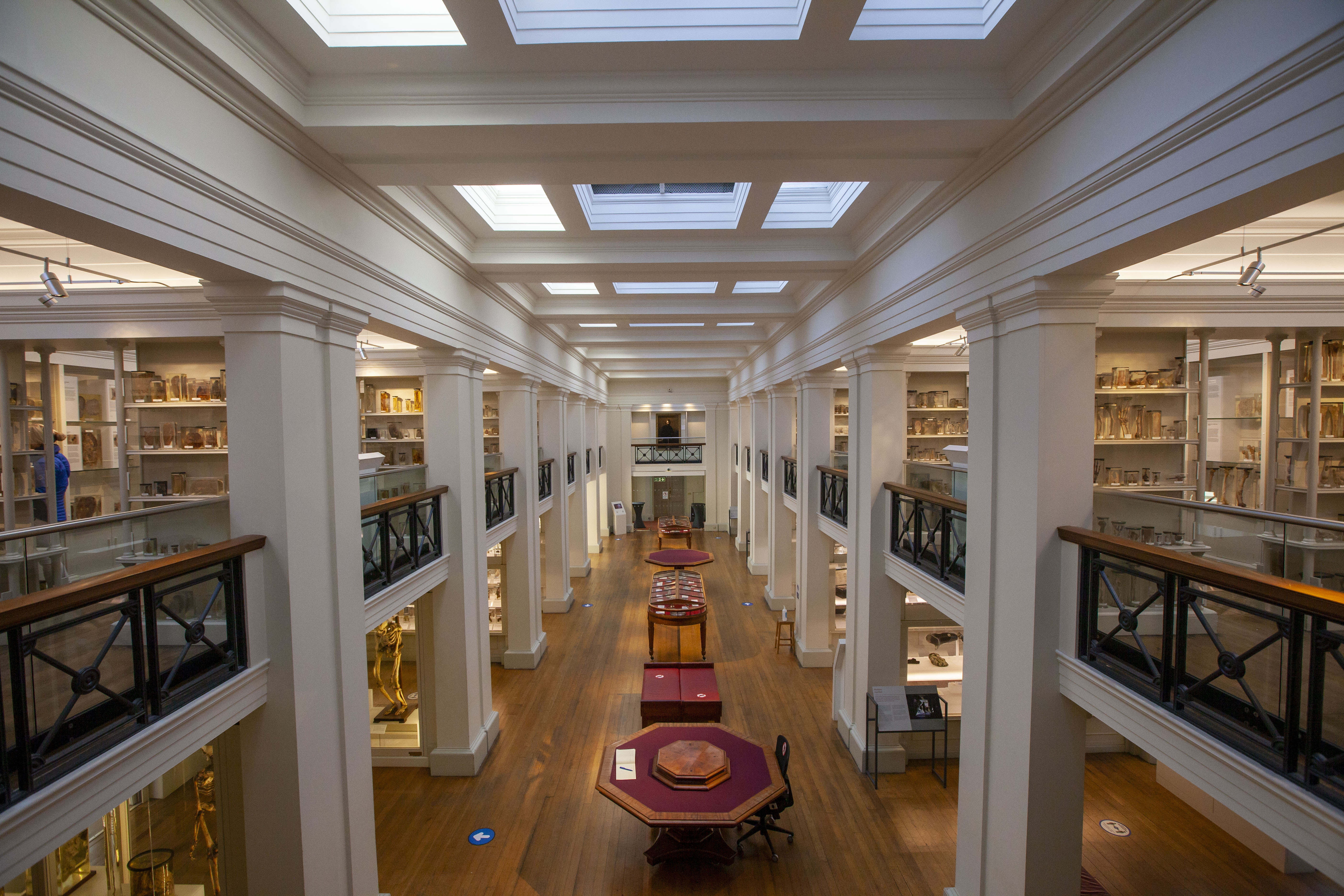
Die Surgeons’ Hall Museums in Edinburgh hüten eine der größten Präparatesammlungen der Welt

Die Anatomie ist die Lehre vom Bau der Organismen, die durch Zergliederung des Körpers Lage und Form seiner Teile beschreibt. Sie ist ein Teilgebiet der Medizin bzw. Humanbiologie und weist u. a. Bezüge zur Anthropologie, Morphologie, Physiologie, Zoologie (Zootomie) und Botanik (Phytotomie) auf. Die Bezeichnung Anatomie kann als dem Erkenntnisgewinn dienende „Zergliederung“ von tierischen und menschlichen Körpern (altgriechisch ἀνά aná, deutsch ‚auf‘, und τομή tomḗ, deutsch ‚das Schneiden, der Schnitt‘) definiert werden. Hierbei werden Gestalt, Lage und Struktur von Körperteilen, Organen, Geweben oder Zellen betrachtet. Die pathologische Anatomie befasst sich mit in Lage und Form krankhaft veränderten Körperteilen. Die mikroskopische Anatomie befasst sich mit den feineren biologischen Strukturen bis zur molekularen Ebene und knüpft an die Molekularbiologie an. Die klassische Anatomie verwendet eine standardisierte Nomenklatur, die auf der lateinischen und der griechischen Sprache basiert.
Ein mit der Anatomie befasster Arzt oder Naturwissenschaftler ist ein Anatom. Das dazugehörige Adjektiv lautet anatomisch (abgekürzt anat.).
Der Begriff Anatomie wird schon seit dem frühen 16. Jahrhundert (auch als anatomei) auch allgemeiner und übertragen verwendet in der Bedeutung „Zergliederung, Strukturbestimmung, Analyse von konkreten und abstrakten Dingen“, auch „Struktur, (Auf-)bau“, z. B. Anatomie des Bodens, der Kunst, der Gedanken, der Gesellschaft.

## Geschichte

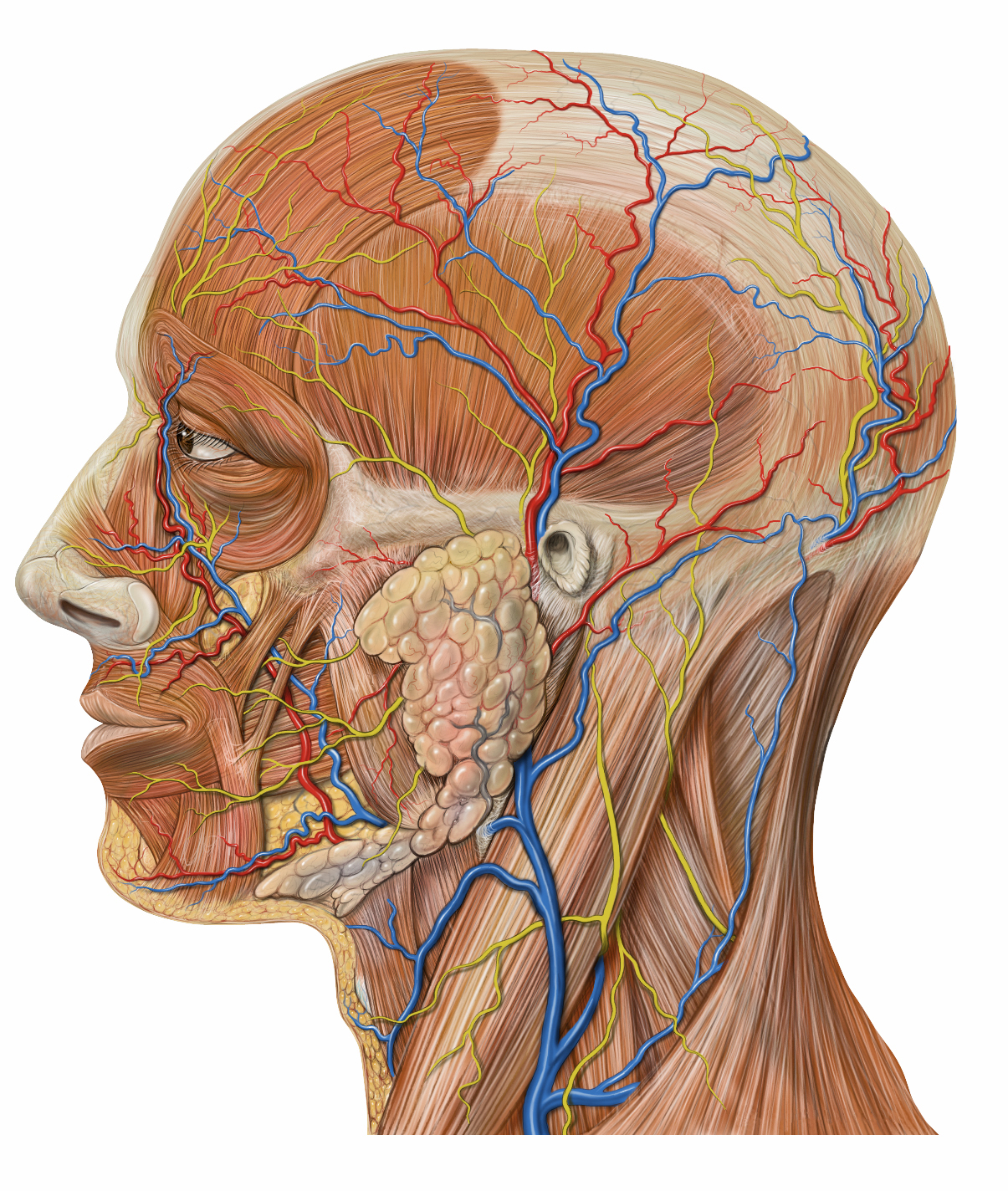
Anatomische Zeichnung des menschlichen Kopfes

Die frühesten erhaltenen anatomischen Studien finden sich im Papyrus Edwin Smith, der auf das 17. Jahrhundert v. Chr. datiert wird. Behandelt werden u. a. das Herz und die Herzkranzgefäße, Leber, Milz und Nieren, Hypothalamus, Gebärmutter und Blase sowie die Blutgefäße.
Der Papyrus Ebers aus dem letzten Viertel des 16. Jahrhunderts v. Chr. enthält ein Traktat zum Herzen, in dem auch die Blutgefäße beschrieben werden.
Nomenklatur, Methodik und Anwendungen gehen auf die griechischen Ärzte der Antike zurück. Beschreibungen von Muskeln und Skelett finden sich im Corpus Hippocraticum (v. a. Über die Knochenbrüche und Über die Gelenke), wobei in der hippokratischen Medizin die menschliche Physiologie eine größere Bedeutung hatte als die Anatomie. Aristoteles beschrieb anhand der Sektion von Tieren die Anatomie der Wirbeltiere. Praxagoras von Kos kannte bereits im 4. Jahrhundert v. Chr. den Unterschied zwischen Arterien und Venen.
Anfänge einer systematischen Anatomie entstanden im alten Babylon. Eine erste anatomische Schule gab es im 2. Jahrhundert v. Chr. in Alexandria. Die Herrscher des Ptolemäerreiches (in Betracht kommen Ptolemaios I. und vor allem Ptolemaios II.) erlaubten dort die Leichenöffnung für anatomische Studien, meist an Exekutierten. Herophilos von Chalkedon (geboren im letzten Drittel des 4. Jahrhunderts v. Chr.) führte die ersten wissenschaftlichen Obduktionen und auch Vivisektionen an Mensch und Tier durch. Er soll 600 Strafgefangene lebend seziert haben und gilt als „Vater der Anatomie“. Er verwarf die Ansicht von Aristoteles, das Herz sei der Sitz des Intellekts und nannte dafür das Gehirn. Weitere Anatomen in Alexandria waren Erasistratos (im 3. Jahrhundert v. Chr.) und Eudemos von Alexandria. Herophilos und Erasistratos gelten als Begründer der anatomischen Studien an menschlichen Leichen.
Die von Rufus von Ephesos im 2. Jahrhundert verfasste Abhandlung Über die Bezeichnung der Körperteile des Menschen ist das älteste erhaltene anatomische Lehrbuch, dessen Hauptanliegen die Vermittlung anatomischer Nomenklatur war. Gemäß Rufus wurde der theoretische Unterricht durch Veranschaulichungen an lebenden Personen ergänzt, wobei die äußeren Körperteile an Sklaven demonstriert wurden.

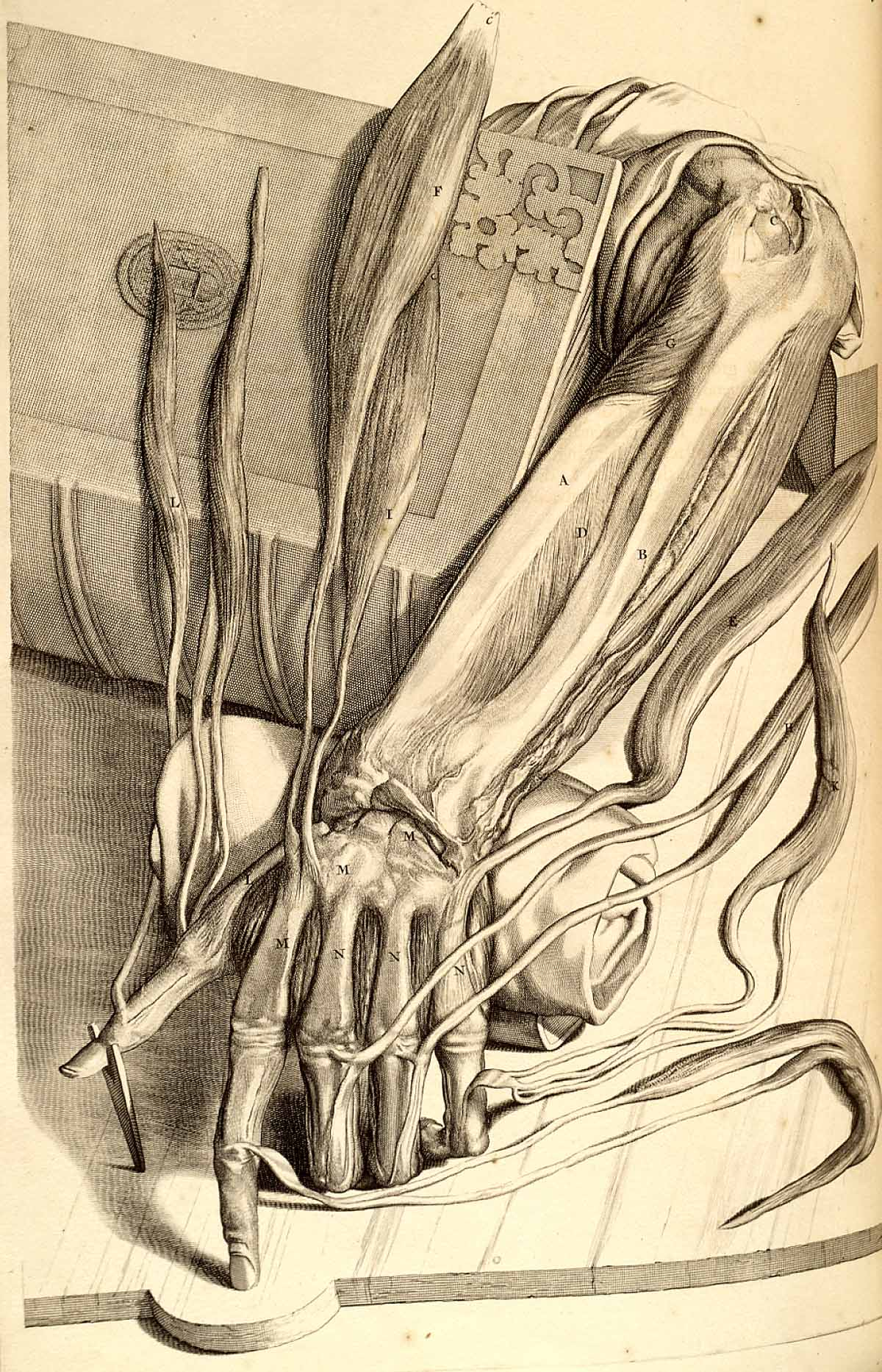
Gerard de Lairesse: Anatomische Zeichnung einer linken Hand mit Sehnen. Von Govard Bidloo: Anatomie des menschlichen Körpers, Jacob van Poolsum, Utrecht, 1728 (Nachdruck der Ausgabe 1690).

Galenos von Pergamon fasste im 2. Jahrhundert n. Chr. das medizinische Wissen der antiken Ärzte systematisch zusammen, unter anderem in einem 15-bändigen Anatomie-Werk Über die Verfahrensweise beim Sezieren. Als Arzt von Gladiatoren konnte er verschiedenste Arten von Wunden und so auch die Anatomie des Menschen genau studieren. Weitere Studien betrieb er an Schweinen und Affen. Seine Schriften bildeten die Basis für die Werke des Mittelalters, so auch für den Kanon der Medizin von Avicenna.
Seit etwa 1300 wurden, vor allem in Oberitalien, gelegentlich anatomische Lehrsektionen vorgenommen. Derartige Demonstrationen dienten jedoch vor allem dem Zweck, die Lehren der antiken Autoren bzw. Autoritäten zu bestätigen. Das Lehrbuch der Anatomie von Mondino dei Luzzi († 1326) beruht zum Teil schon auf eigenen Sektionsbefunden.
Ab dem 15. Jahrhundert erfuhr die Anatomie, inspiriert durch Ideen des Humanismus und der Renaissance, neue Impulse. Nachdem im Mittelalter die Anatomie keine großen Fortschritte gemacht hatte, korrigierte der flämische Anatom Andreas Vesalius (1514–1564) die über Jahrhunderte kaum hinterfragten Annahmen bzw. Glaubenssätze, was viele seiner Kollegen empörte. Seine die Anatomie reformierende Arbeit machte ihn zum Begründer der modernen Anatomie. Ausgehend von oberitalienischen Vorbildern erlangte der anatomische Unterricht mittels des Sezierens von menschlichen Leichen im 16. Jahrhundert auch im deutschsprachigen Raum seine Verbreitung. So etwa ab spätestens 1530 in Deutschland, ab 1535 durch Burghard Mithobius (1501–1564) an der Universität Marburg.
Weitere bedeutende Anatomen des 16. Jahrhunderts waren etwa Realdo Colombo, Gabriele Falloppio, Arcangelo Piccolomini (1526–1695), Bartolomeo Eustachi, Giulio Cesare Aranzio und Giovanni Battista Canano (1515–1579, genannt auch Giambattista Canano), am Übergang zum 17. Jahrhundert etwa Girolamo Fabrizio ab Acquapendente, Adriaan van den Spieghel, Felix Platter und Caspar Bauhin.
Die Begründung des modernen anatomischen Denkens erfolgte um 1543 bis 1638. William Harvey (1578–1657) gilt als Entdecker des Blutkreislaufs und als Wegbereiter der modernen Physiologie.
Die Anatomie nahm seit dem 16. Jahrhundert einen hohen Stellenwert in den bildenden Künsten ein, Sektionen an Menschen und Tieren gehörten zur Grundausbildung der Studenten. Künstler wie Michelangelo, Raffael, Dürer und Leonardo da Vinci brachten Jahre mit dem Studium des menschlichen Körpers zu. Da Vincis Codex Windsor übertraf in seiner wissenschaftlichen Genauigkeit die Arbeiten des 62 Jahre später geborenen Vesalius. Die enge Zusammenarbeit von Künstlern und Anatomen ließ medizinische Schriften von außergewöhnlich hoher Qualität entstehen wie zum Beispiel das Lehrbuch des Flamen Philip Verheyen (1648–1710).
Im Zeitalter der Aufklärung errichtete man anatomische Theater, die neben dem wissenschaftlichen Wert einen hohen Schauwert hatten.
Bedeutende Anatomen des 17. Jahrhunderts waren in England unter anderem Francis Glisson, Thomas Wharton, Nathaniel Highmore, William Cowper sowie Thomas Willis, in den Niederlanden Reinier de Graaf, Jan Swammerdam, Frederik Ruysch, Nicolaes Tulp sowie Anton Nuck, und in Frankreich Jean Riolan, Raymond Vieussens, Jean Pecquet sowie der Genfer Théophile Bonet.
Das erste bedeutende japanische Anatomiebuch entstand ab 1754 durch Yamawaki Tōyō.
Im 18. Jahrhundert wurde vermehrt zwischen der Form (Anatomie) und der Funktion (Physiologie) unterschieden. Bedeutende Anatomen waren in Italien unter anderem Antonio Valsalva und Giovanni Domenico Santorini, in Frankreich François Pourfour du Petit und Joseph Lieutaud, in England James Douglas, William Hunter und John Hunter, in den Niederlanden Bernhard Siegfried Albinus und Peter Camper und in Deutschland beispielsweise Johannes Müller, Carl Caspar von Siebold, Johann Zinn, Johann Nathanael Lieberkühn, Samuel Thomas von Soemmerring, Heinrich August Wrisberg und Johann Friedrich Meckel. Zu den wenigen Anatominnen dieser Zeit zählt Anna Morandi Manzolini (1716–1774) in Bologna.
Die Anatomie des beginnenden 19. Jahrhunderts war besonders durch einen deskriptiv-systematischen Ansatz geprägt, welcher etwa Ausdruck in dem Handbuch von Jakob Henle fand.
Mit den neuen technischen Entwicklungen kam es zu der Ausbildung neuer Denkrichtungen, etwa der mikroskopischen Anatomie, wie sie beispielsweise durch Albert von Koelliker vertreten wurde. Braus schrieb 1920: „Aber man kann mit größerem Recht sagen, daß wir heute wieder von neuem beginnen, daß jetzt erst der Augenblik gekommen ist, die Anatomie des Menschen wirklich biologisch aufzubauen. Die Baustein dazu liefert nicht die deskriptive Systematik des späten Henle, sondern die die mit der Zeit sich wandelnde Gestalt beschreibende Morphologie im Sinne Gegenbaurs und die Entwicklungsmechanik im Sinne Roux’.“ Weitere Forschungsschwerpunkte wurden durch Carl Gegenbaur und Max Fürbringer (Morphologie) sowie durch Wilhelm Roux (Entwicklungsmechanik) etabliert.
Zu den bekannten Anatomen des 20. Jahrhunderts im deutschsprachigen Raum zählt etwa Anton Johannes Waldeyer, Professor an der Universität Berlin, der in den 1940er Jahren ein Lehrbuch publizierte.
Durch die intensive Anwendung der Gewebezüchtung auf die Zellenlehre durch Alexis Carrel sowie die Berücksichtigung anthropologischer Fragen, von Umwelteinflüssen und der Auswirkungen der Lebensweise und Beschäftigung auf die Konstitution der Menschen erweiterte die Anatomie zu Beginn des 20. Jahrhunderts ihr Arbeitsfeld.
Ab etwa 1925 wurden die Anatomen vermehrt vom funktionellen Gedanken geleitet (beispielsweise Hermann Braus, Curt Elze, Herbert Lippert, Siegfried Mollier und Hans Petersen) – im Gegensatz zu Vertretern der biologisch eingestellten vergleichenden Anatomie wie Hans Böker. Sie wendeten sich zunehmend praktischen Zielen zu und arbeiteten eng mit Vertretern der praktischen Heilkunde und der Hygiene zusammen.

## Arbeitsgebiete
Als die wesentlichen Arbeitsgebiete (Systeme) der Anatomie gelten: Stütz- und Bewegungssystem, Herz und Gefäßsystem, Atmungssystem, Verdauungssystem, System der Harnorgane, System der Geschlechtsorgane, Nervensystem. Endokrinium (System der Hormondrüsen), Immunsystem (Abwehrsystem), System der Sinnesorgane, Integument (Haut). Des Weiteren wird in der Anatomie klassischerweise die Entwicklungsgeschichte, d. h. Stammesgeschichte (Phylogenese) und Geschichte des Einzelnen (Ontogenese bzw. Embryologie) behandelt.

### Makroskopische Anatomie
Die makroskopische Anatomie beschäftigt sich mit dem Aufbau des Menschen, von Tieren oder Pflanzen, und zwar mit allen Dingen, die man mit dem bloßen Auge sehen kann. Beachtet hierbei werden nicht nur äußerlich sichtbare Strukturen, sondern insbesondere auch die Strukturen, welche nach Auf- und Auseinanderschneiden des Körpers zu beobachten sind.
Nach der Art der Herangehensweise wird die makroskopische Anatomie unterteilt:
- Die beschreibende oder deskriptive Anatomie beschreibt die einzelnen Strukturen des Körpers hinsichtlich ihrer äußerlichen Erscheinung und stellt die grundlegende Lehrweise im Medizinstudium dar, anhand derer ein Arzt in die Lage versetzt wird, krankhafte Veränderungen an einem Organ zu erkennen.
- Die vergleichende Anatomie untersucht den Körperbau verschiedener Tierarten. Bereits die klassische biologische Systematik beruhte auf baulichen Gemeinsamkeiten und Unterschieden für die Einteilung von den Reichen bis zu den Arten, zunehmend werden aber auch genetische Differenzen in die Klassifikation einbezogen. Mit der Gegenüberstellung und dem Vergleich verschiedener Tierarten lassen sich manchmal Beobachtungen an einer Tierart überhaupt erst deuten. Darüber hinaus bietet dieser Vergleich die Möglichkeit, bestimmte bauliche Grundprinzipien zu erkennen und damit die Basis für eine gemeinsame Benennung zu schaffen. Als ein wichtiges Prinzip in der vergleichenden Anatomie gilt die Metamorphose, wie sie von Johann Wolfgang von Goethe am Zwischenkieferknochen beschrieben worden ist. Frühe Grundlagen der vergleichenden Anatomie waren die naturwissenschaftlichen Errungenschaften des Aristoteles.[14] Bedeutende Vertreter der vergleichenden Anatomie waren beispielsweise Johann Friedrich Blumenbach, der ab 1785 erste Vorlesungen über Vergleichende Anatomie hielt,[36] Hermann Friedrich Stannius aus Rostock, der den Begriff Zootomie einführte, der sich fast gänzlich mit dem Begriff der vergleichenden Anatomie deckt, Joseph Hyrtl, Robert Wiedersheim, Carl Gegenbaur, Max Fürbringer und Johannes Rohen. Heute spielt die Lehre der vergleichenden Anatomie im Medizinstudium nur noch eine untergeordnete Rolle.
- Die topographische Anatomie (besonders gefördert ab 1847 durch Joseph Hyrtl[37]) beschreibt die einzelnen Strukturen des Körpers nach ihren räumlichen Lagebeziehungen zueinander (topos: griechisch für „Ort“). Der große Vorteil liegt sicherlich darin, dass der Arzt ein sehr anwendungsorientiertes Wissen erwirbt. So ist es z. B. für einen Handchirurgen nicht ausschließlich wichtig, zu welchem größeren Organsystem eine Struktur gehört, er muss besonders wissen, wo Nerven, Blutgefäße bzw. Sehnen genau verlaufen. Auch für die Anwendung bildgebender Verfahren sind topografisch-anatomische Kenntnisse von großer Bedeutung. Die Topographische Anatomie bedient sich standardisierter Lage- und Richtungsbezeichnungen, die von der aktuellen Körperposition unabhängig sind und stattdessen relative Bezugspunkte verwendet. Funktionelle Zusammenhänge können nicht nur aus strukturellen und insbesondere topographischen Eigentümlichkeiten des Aufbaus von körperlicher Gestalt und Organen, sondern insbesondere auch aus der somatotopischen Struktur des Nervengewebes erschlossen werden.[38] Zu den klassischen Lehrwerken gehören z. B. die Schriften von Joseph Hyrtl, Eduard Pernkopf und Titus von Lanz und Werner Wachsmuth.
- Die funktionelle Anatomie beschreibt einen Ansatz, nach welchem die Form des Körpers als eine Notwendigkeit im Sinne einer „Minimummaximumkonstruktion“ (Wilhelm Roux) verstanden wird. Die Grundthese lautet, „daß nur eine bestimmte Form möglich sei, nämlich diejenige, bei welcher die höchste Leistung mit dem geringsten Maß an Material zustande komme.“[33] Als klassisches Beispiel kann die Ausrichtung der Knochentrabekel (siehe Georg Hermann von Meyer, Julius Wolff, Friedrich Pauwels, Benno Kummer) genannt werden. Unter diesem Eindruck entstanden z. B. die Lehrbücher von Alfred Benninghoff und Kurt Tittel.
- Die systematische Anatomie, welche im 20. Jahrhundert die topographische Anatomie verdrängt hatte, gruppiert die einzelnen Strukturen des Körpers zu funktionell-zusammenhängenden Organsystemen. Dies ermöglicht zwar eine gewisse Kategorisierung und erleichtert das Erlernen, hat aber auch Nachteile. Topografische Aspekte, wie sie der Arzt/Tierarzt im klinischen Alltag bewältigen muss, bleiben unberücksichtigt. Zudem sind alle Organsysteme auch wieder untereinander verknüpft, die Haut besitzt z. B. Blutgefäße, Nerven, Zellen der Immunabwehr usw.

### Mikroskopische Anatomie

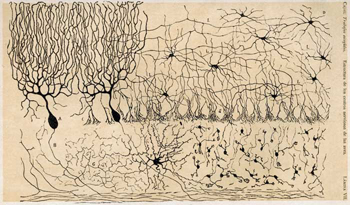
Mikroskopischer Ausschnitt des Kleinhirns eines Huhns

Für die Untersuchung anatomischer Strukturen unterhalb des mit bloßem Auge sichtbaren Bereichs ist die Mikroskopische Anatomie (Histologie) zuständig. Sie beschreibt den Feinbau von Organen, Geweben und Zellen. Klassische Werke stammen beispielsweise von Albert von Koelliker und von Hans Petersen.

### Embryologie
Die Embryologie beschreibt die Entstehung der anatomischen Strukturen während der Embryonalentwicklung. Anhand der Entstehungsgeschichte lassen sich vielfältige topografische und funktionelle Beziehungen erkennen. Auch für das Verständnis der Entstehung von Fehlbildungen sind embryologische Kenntnisse unverzichtbar.

### Plastische Anatomie
Auch von bildenden Künstlern (etwa Leonardo da Vinci) werden Erkenntnisse der Anatomie, vermittelt durch die Plastische Anatomie, genutzt. Klassische Werke stammen unter anderem von Julius Kollmann, Siegfried Mollier und Gottfried Bammes.

## Aufgaben in der Ausbildung

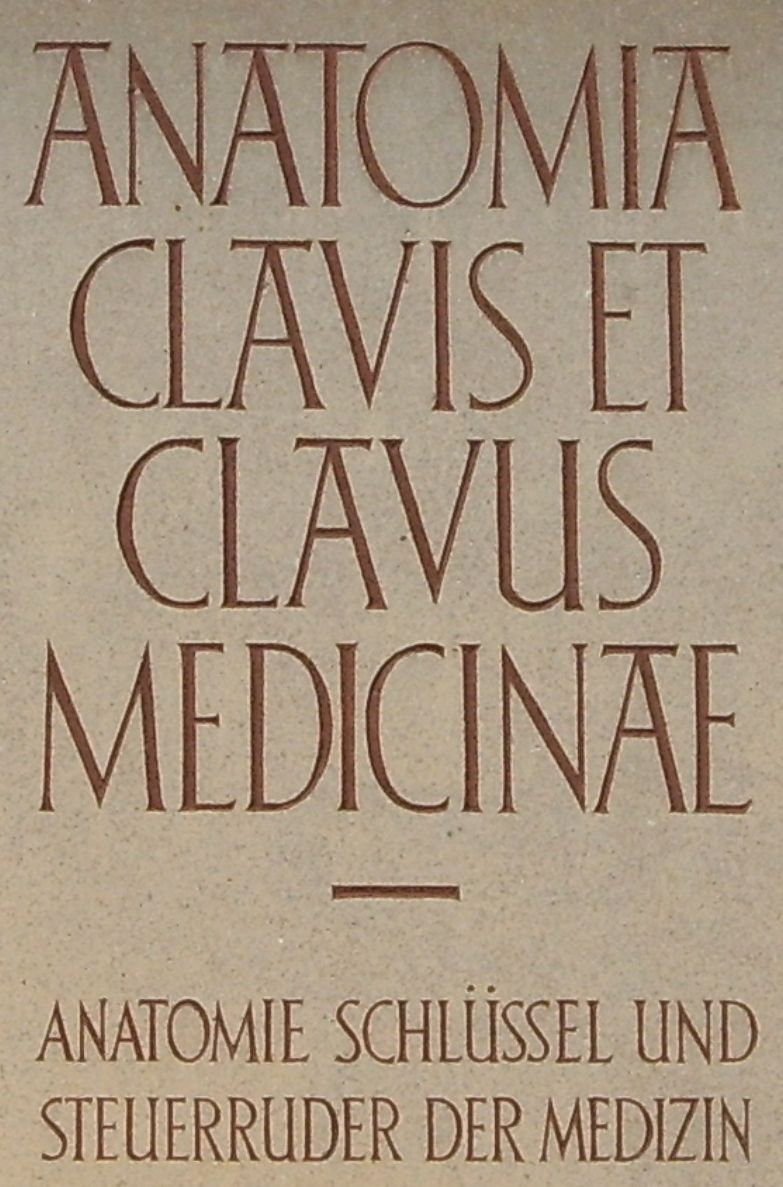
Tafel am Hörsaal der Anatomie in Leipzig

Anatomie wird von jeher als „Schlüssel und Steuerruder der Medizin“ (Anatomia clavis et clavus medicinae) verstanden. Von dem her steht die Anatomie in der Ausbildung von medizinischem Fachpersonal in der Regel am Beginn. Da es hierbei neben der Darstellung der vielfältigen anatomischen Strukturen auch um einen methodischen Zugang zugeht, kann man mit dem Goethe auch sagen „Man sieht nur, was man weiß“ oder „Was ist das Schwerste von allem? Was dir das Leichteste dünket: Mit den Augen zu sehn, was vor den Augen dir lieget.“
Als klassischer Zugang für die Anatomie wird die Präparation an der Leiche verstanden. In jüngerer Zeit ist es jedoch vermehrt zur Kritik hieran gekommen. Schließlich ist das Anatomiestudium ja für die praktische Anwendung am Lebenden gedacht. Als ein wichtiger Vertreter einer humanen Anatomie kann Herbert Lippert gelten.
Ein wichtiges Gebiet der Anatomie ist die Bereitstellung von Anschauungsmaterialien zur Ausbildung von medizinischem Fachpersonal. Dies geschieht in Präparierkursen und -übungen, Vorlesungsveranstaltungen, anatomischen Sammlungen, anatomischen Museen, vergleichenden anatomischen Sammlungen oder anatomischen Lehrsammlungen. Entsprechendes gilt für die Erstellung anatomischer Lehrbücher und Atlanten.

## Zitate
„Ärzte ohne Anatomie sind Maulwürfen gleich: sie arbeiten im Dunkeln, und ihrer Hände Tagwerk sind Erdhügel.“

„Es ist nichts in der Haut, was nicht im Knochen ist.“

„Jeder Arzt, er mag mit Heilmitteln oder mit der Hand zu Werke gehen, ist nichts ohne die genaueste Kenntnis der äußeren und inneren Glieder des Menschen, und es reicht keineswegs hin, auf Schulen flüchtige Kenntnis hiervon genommen, sich von Gestalt, Lage, Zusammenhang der mannigfaltigsten Teile des unerforschlichen Organismus einen oberflächlichen Begriff gemacht zu haben. Täglich soll der Arzt, dem es ernst ist in der Wiederholung dieses Wissens, dieses Anschauens sich üben, sich den Zusammenhang dieses lebendigen Wunders immer vor Geist und Auge zu erneuern alle Gelegenheit suchen.“

„[Die Anatomie] zerstört mit den Händen einen vollendeten Bau, um ihn im Geiste wieder aufzuführen, und den Menschen gleichsam nachzuerschaffen. Eine herrlichere Aufgabe kann sich der menschliche Geist nicht stellen. Die Anatomie ist eine der anziehendsten, und zugleich gründlichsten und vollkommensten Naturwissenschaften, und ist dieses in kurzer Zeit geworden, da ihre Aera erst ein paar Jahrhunderte umfasst.“

„Leider hat diese Wissenschaft ihren Namen von einem ihrer technischen Mittel, dem Zergliedern erhalten. […] In Wirklichkeit aber ist Anatomie als Lehre von der Form ein Zweig der Biologie; sie kann nur aus dem wirkenden Leben heraus verstehen, wie die Form unseres Leibes und seiner Teile entsteht und zum harmonischen Ganzen zusammenpaßt.“

„Anatomie als Wissenschaft hat es folglich zu tun mit der Gestalt des Menschen und ihrer äußeren und inneren Gliederung; mit der Form, Größe, Lage, Richtung und Verbindung seiner Organe, mit ihrem geweblichen Aufbau und dem Grob- und Feinbau der Elementarteile. Gestalt, Gliederung, Organform und Aufbau der Elementarteile betrachtet die Anatomie morphologisch, d. h. sie erforscht die Regeln, nach denen diese Teile im Raum erscheinen. Sie löst die menschliche Gestalt als ein Einzelnes aus der Gesamtheit der Natur, entrückt sie aber auch dieser Sonderung und verknüpft sie aufs neue mit den Gestalten des Lebendigen überhaupt. Sie gelangt zu Urteilen über das Beharrende und Wechselnde der Organisation, zu Schlüssen über die Ursachen und Bedingungen der Formbildung und Formumbildung und zu Theorien und Hypothesen über die Stellung des Menschen im Naturganzen. Sie lehrt zugleich die Methoden, nach denen diese Erkenntnisse gewonnen werden.“

„Nicht eine Summe, sondern eine Ganzheit, nicht einen Haufen, sondern eine Organisation, nicht eine Topographie, sondern eine Architektonik, zeige den Menschenkörper.“